# Xuân Viên, Nghi Xuân
Xuân Viên là một xã thuộc huyện Nghi Xuân, tỉnh Hà Tĩnh, Việt Nam.

## Địa lý
Xã Xuân Viên có diện tích 20,74 km², dân số năm 1999 là 4.280 người, mật độ dân số đạt 206 người/km².

## Lịch sử
Ngày 13 tháng 12 năm 2018, HĐND tỉnh Hà Tĩnh ban hành Nghị quyết số 126/NQ-HĐND về việc thành lập thôn Nam Viên trên cơ sở 3 thôn: Bắc Sơn, Nam Sơn, Trung Sơn.